# Cherubikon
Cette page contient des caractères spéciaux ou non latins. S’ils s’affichent mal (▯, ?, etc.), consultez la page d’aide Unicode.
Le Cherubikon (du grec de la koinè : χερουβικόν) ou Hymne des Chérubins (grec de la koinè : χερουβικὸς ὕμνος) ou, en slavon d'église, Chant des Chérubins (Херȣвімскаѧ пҍснь) est le tropaire de la Grande Entrée de la Divine Liturgie, chanté dans les Églises d'Orient – Églises orthodoxes et Églises catholiques de rite byzantin.

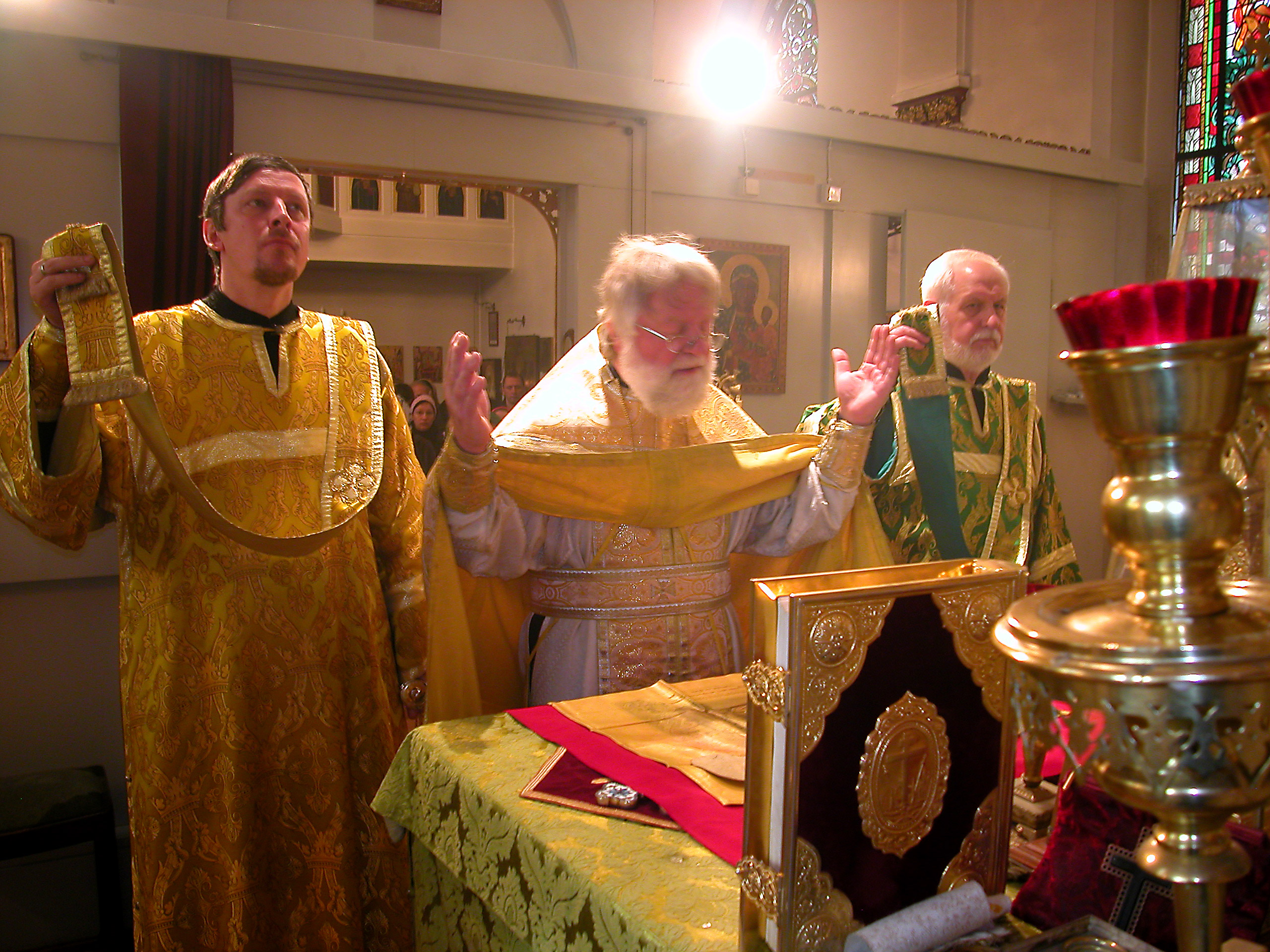
Prêtre et diacres orthodoxes chantant le Cherubikon au début de la Grande Entrée.

## Présentation du texte
L'hymne introduit symboliquement les fidèles présents dans l'assemblée auprès des anges rassemblés autour du trône de Dieu. Il est au cœur de la Divine Liturgie : l'anaphore, dont les parties les plus anciennes sont dues à saint Basile et à la version de saint Jean Chrysostome de la liturgie de saint Basile.

### Tradition exégétique
Le trisagion, ou hymne trois fois saint, mentionné par Saint Jean Chrysostome, ne peut renvoyer qu'au Sanctus de l'anaphore extraite de l'Ancien Testament, livre d'Isaïe, en particulier les versets 6:1-3 :
| [1] Καὶ ἐγένετο τοῦ ἐνιαυτοῦ, οὗ ἀπέθανεν Ὀζίας ὁ βασιλεύς, εἶδον τὸν κύριον καθήμενον ἐπὶ θρόνου ὑψηλοῦ καὶ ἐπηρμένου, καὶ πλήρης ὁ οἶκος τῆς δόξης αὐτοῦ.                                     | [1] L'année de la mort du roi Ozias, je vis le seigneur assis sur un trône très élevé, et tous les pans de sa robe remplissaient le temple.                                                          |
| [2] καὶ σεραφὶμ εἱστήκεισαν κύκλῳ αὐτοῦ, ἓξ πτέρυγες τῷ ἑνὶ καὶ ἓξ πτέρυγες τῷ ἑνί, καὶ ταῖς μὲν δυσὶν κατεκάλυπτον τὸ πρόσωπον καὶ ταῖς δυσὶν κατεκάλυπτον τοὺς πόδας καὶ ταῖς δυσὶν ἐπέταντο. | [2] Des séraphins se tenaient au-dessus de lui ; ils avaient chacun six ailes : deux dont ils se couvraient la face, deux dont ils se couvraient les pieds et deux dont ils se servaient pour voler. |
| [3] καὶ ἐκέκραγον ἕτερος πρὸς τὸν ἕτερον καὶ ἔλεγον Ἅγιος ἅγιος ἅγιος κύριος σαβαώθ, πλήρης πᾶσα ἡ γῆ τῆς δόξης αὐτοῦ.[2]                                                                       | [3] Ils criaient l'un à l'autre, et disaient : Saint, saint, saint est l'Éternel des armées ! toute la terre est pleine de sa gloire[3] !                                                            |
Dans une homélie, Jean Chrysostome posa que le poème d'Isaïe et les chants de la Divine Liturgie étaient des actes analogues reliant la communauté des croyants au chœur éternel des anges :
| Ἄνω στρατιαὶ δοξολογοῦσιν ἀγγέλων· κᾶτω ἐν ἐκκλησίαις χοροστατοῦντες ἄνθρωποι τὴν αὐτὴν ἐκείνοις ἐκμιμοῦνται δοξολογίαν. Ἄνω τὰ Σεραφὶμ τὸν τρισάγιον ὕμνον ἀναβοᾷ· κάτω τὸν αὑτὸν ἠ τῶν ἀνθρώπων ἀναπέμπει πληθύς· κοινὴ τῶν ἐπουρανίων καὶ τῶν ἐπιγείων συγκροτεῖται πανήγυρις· μία εὐχαριστία, ἕν ἀγγαλλίασμα, μία εὐφρόσυνος χοροστασία.[4] | Comme les légions angéliques prient au plus haut, des tréfonds la communauté des humains chante la même hymne. Au plus haut, les séraphins proclament l'hymne trois fois saint ; ici-bas, le peuple élève la même hymne en une communion solennelle des sphères céleste et terrestre, en une eucharistie, une allégresse et une acclamation. |

## Texte
Texte grec :
Οἱ τὰ Χερουβεὶμ μυστικῶς εἰκονίζοντες,

καὶ τῇ ζωοποιῷ Τριάδι τὸν Τρισάγιον ὕμνον προσάδοντες,

πᾶσαν τὴν βιοτικὴν ἀποθώμεθα μέριμναν.

Ὡς τὸν Βασιλέα τῶν ὅλων ὑποδεξόμενοι,

ταῖς ἀγγελικαῖς ἀοράτως δορυφορούμενον τάξεσιν.

Ἀλληλούϊα, Ἀλληλούϊα, Ἀλληλούϊα.
| Translittération | Français | Slavon d'église | Géorgien | Roumain |
| --- | --- | --- | --- | --- |
| I ta cherubin mysticos Iconizontes ke ti zopion triadi ton trisagyon ymnon prophagentes passanin biotikin apothometa merinnan· Os ton basileon ton olon Ipodoxomeni tes angelikes aoraton doriforumenon taxasin alleluia. | Nous qui représentons mystiquement les chérubins, et qui chantons l'hymne trois fois sainte à la vivifiante Trinité, déposons maintenant les soucis du monde. Pour recevoir le roi de toute chose, invisiblement escorté par les ordres angéliques. Alleluia, alleluia, alleluia ! | Иже херувимы тайно образующе, и Животворящей Троицѣ трисвятую пѣснь припѣвающе, Всякое нынѣ житейское отложимъ попеченіе. Яко да Царя всѣхъ подъимемъ, ангельскими невидимо дориносима чинми. Аллилуіа. | რომელნი ქერუბიმთა საიდუმლოდ ვემსგავსენით, და ცხოველსმყოფელსა სამებასა, სამწმიდა არსობისა გალობასა შევსწირავთ, ყოველივე მსოფლიო დაუტევოთ ზრუნვა, და ვითარცა მეუფისა ყოველთასა, შემწყნარებელსა ანგელოსთაებრ უხილავად, ძღვნის შემწირველთა წესთასა, ალილუია, ალილუია, ალილუია. | Noi care pre heruvimi cu taină închipuim, și Făcătoarei de Viață întreit-sfântă cântare aducem, toată grija lumească să o lepădăm ca pe Împăratul tuturor să-L primim, înconjurat de cetele cele îngerești. Aliluia, aliluia, aliluia. |

## Au sein de la liturgie byzantine
Le texte et le rite de l'offertoire sont divisés en deux parties. Le prêtre dit à voix basse les prières de l'offertoire, pendant que le diacre procède à l'encensement, puis tous deux embrassent l'autel, s'inclinent vers le peuple par les Portes Saintes, et vont encenser les saints Dons. Pendant ce temps, le chœur chante la première partie du texte (« Nous qui représentons mystiquement les chérubins, et qui chantons l'hymne trois fois sainte à la vivifiante Trinité, déposons maintenant les soucis du monde. ») Puis le clergé sort du sanctuaire par le côté nord, et amène en procession les Dons devant les Portes Saintes. Il le fait en commémorant la hiérarchie, les gouvernants, le peuple fidèle, ainsi que les malades et les morts. Une fois les commémorations terminées, le peuple répond à voix basse en commémorant les célébrants, et le chœur reprend par « Amen » et achève le chant du chérubicon, pendant que le clergé rentre par les Portes Saintes en disant à voix basse les prières secrètes de l'entrée.
Le Cherubikon fait partie de l'ordinaire de la liturgie car il est chanté tout au long du cycle liturgique annuel. Il est en quelques occasions remplacé par des tropaires appelés anti-cherouvika : à la Liturgie des Dons présanctifiés, on chante le tropaire Maintenant les puissances célestes (Νῦν αἱ δυνάμεις τῶν οὐρανῶν) ; le Jeudi saint le Cherubikon est remplacé par le tropaire À Ta Cène mystique (Τοῦ δείπνου σου τοῦ μυστικοῦ) ; le Samedi saint, on utilise le tropaire Que toute chair humaine fasse silence de la Liturgie de saint Jacques.

## Histoire
Le Cherubikon a été ajouté en tropaire à la Divine Liturgie par l'empereur Justin II (565-578) pour accompagner la procession des Dons depuis la prothèse (située, dans l'architecture antique, à gauche de l'entrée de l'église) jusqu'au sanctuaire. Cette procession correspond à l'Offertoire des Églises occidentales. Elle prit le nom de Grande Entrée par opposition à la Petite Entrée qui se fait plutôt dans la liturgie (et qui en était au départ le début même).

### Le Cherubikon latin de laMissa greca

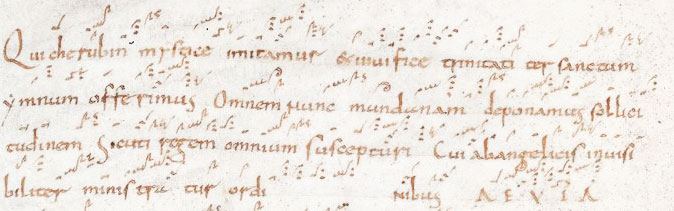
Cherubikon en latin (début du XIe siècle ajouté à une anthologie du Xe siècle dédicacée à Boëce. (Londres, British Library, Ms. Harley 3095, fol. 111v).

Le Cherubikon n'apparaît pas, dans l'histoire des manuscrits liturgiques byzantins avec notation musicale, avant le XIIe siècle. Des sources plus anciennes sont d'origine carolingienne — sacramentaires — comportant le texte d'une messe dite Missa greca, tels l'Hadrianum rédigé à l'abbaye de Corvey.
Le Cherubikon translittéré est annoté de neumes paléo-franciques entre les lignes de texte. Les neumes paléo-franciques étaient diastématiques ; aucun manuscrit du Cherubikon en latin avec notation diastématique ne nous est parvenu. On suppose que la mélodie est, comme les premiers Cherubikons byzantins, dans l'intonation de l'echos plagal deutérus.

### Le Cherubikon asmatikon
Dans le rite cathédral de Sainte-Sophie, il y avait une seule mélodie dans l'echos plagal deutérus. Celle-ci a survécu partiellement dans les asmatikons (livres du chœur) et, en intégralité, sous le nom de cherouvikon asmatikon dans les acolouthia des XIVe et XVe siècles.
Le Cherubikon des plus anciens asmatikons du XIIIe siècle contient seulement les parties du chœur et du chantre ; ces versions ne sont pas identiques : ce sont les notations d'exécutions réelles et le nom du chantre est même indiqué. Un seul manuscrit — une anthologie d'asmatikons du XIVe siècle —, comportant la partie du psaltikon a survécu dans les collections de l'Archimandritate Santissimo Salvatore de Messine. Il contient la partie soliste ainsi que les acclamations ou anaphores en l'honneur du roi de Sicile Frédéric II.

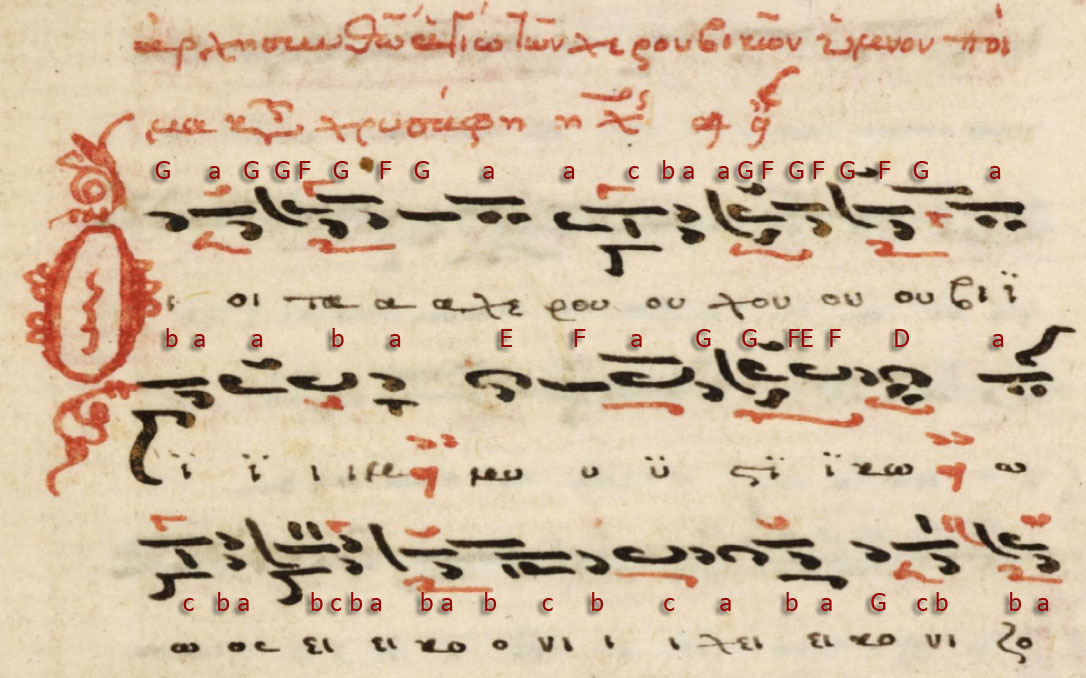
Cherubikon de Manuel Chrysaphes, écrit dans le mode de l', transcrit selon (Londres, British Library, Ms. Harley 5544, fol. 131v)

### Le Cherubikon palatial
Une autre version plus courte du Cherubikon dans le ton de l'echos plagal deutérus, sans aucun teretismoi (mélisme), avec des sections de syllabes abstraites, a été chantée par le chœur lors de fêtes de la cour impériale de Constantinople au XIVe siècle. Une version plus longue, écrite par Jean Coucouzèle a été transcrite et est imprimée encore aujourd'hui pour les chantres

### Les cycles du Cherubikon papadique
La pratique actuelle est de chanter le Cherubikon dans l'echos de la semaine. La plus ancienne mention d'un cycle hebdomadaire est le manuscrit d'une acolouthia de Manuel Chrysaphes rédigé en 1458. Il écrivit un cycle de huit Cherubikons dans le mode papadique de l'Octoechos.
Aujourd'hui encore, les chantres du Patriarcat de Constantinople contribuent de leurs propres réalisations au cycle papadique. Comme le Cherubikon était initialement destiné à accompagner la procession de la Grande Entrée, les transcriptions modernes distinguent trois cycles : une version courte destinée aux jours de semaine (depuis que la Divine Liturgie est devenue quotidienne) ; une version plus longue pour les dimanches et une version ornée pour les fêtes, quand l'évêque ou un abbé préside la cérémonie.